# Counterfeit (песня)
Counterfeit (с англ. — «Подделка») — песня американской ню-метал группы Limp Bizkit, а также первый сингл с дебютного студийного альбома Three Dollar Bill, Y'all$. Сингл выпущен 26 августа 1997 года лейблами Flip и Interscope. В 1999 году песня была переиздана в качестве ещё одного сингла под названием «Counterfeit Countdown».

## Прием
| Оценки критиков                  | Оценки критиков |
| Источник                         | Оценка          |
| -------------------------------- | --------------- |
| AllMusic (Counterfeit)           | [ 2 ]           |
| AllMusic (Counterfeit Countdown) | [ 3 ]           |

AllMusic оценил сингл «Counterfeit» двумя из пяти звёздами. Переиздание 1999 года также не было принято положительно, получив тот же рейтинг с сайта, что и предыдущий сингл. Рассматривая «Conterfeit (Lethal Dose Extreme Guitar Mix)» 1999 года от DJ Lethal, Брэдли Торреано из AllMusic раскритиковал решение DJ Lethal превратить оригинал песни в хип-хоп, сказав: «[это делает] шаткую лирику Дёрста звучащей, что намного хуже […] [DJ Lethal] сохранил лишь немного звука гитары из оригинала».
В 2001 году песня «Conterfeit (Lethal Dose Extreme Guitar Mix)» была включена в альбом ремиксов New Old Songs. Оригинальная версия песни включена в сборниках Greatest Hitz, Collected и Icon.

## О песне
Песня Counterfeit возникла из-за разочарования Limp Bizkit в том, что другие местные группы копировали их стиль. По словам Борланда, «они смотрели на нас, на наш имидж и стиль […], и сказали: «О, давайте возьмём мешковатые штаны и оденемся, как рэперы и будем играть хэви-метал и рэп». […] пять или шесть групп появились из ниоткуда, которые стали этими, вы знаете, группами, которые пытались быть похожими на нас. Это было смешно. Вот откуда взялась песня «Counterfeit».

## Список композиций
| №  | Название                      | Длительность |
| -- | ----------------------------- | ------------ |
| 1. | «Counterfeit (Radio Edit)»    | 4:14         |
| 2. | «Nobody Love's Me»            | 4:01         |
| 3. | «Counterfeit (Album Version)» | 5:08         |

| №  | Название                                       | Длительность |
| -- | ---------------------------------------------- | ------------ |
| 1. | «Counterfeit (Album Version)»                  | 5:08         |
| 2. | «Counterfeit (Lethal Dose Extreme Guitar Mix)» | 3:32         |
| 3. | «Counterfeit (Lethal Dose Remix)»              | 3:24         |
| 4. | «Counterfeit (Phat Ass Remix)»                 | 3:04         |
| 5. | «Counterfeit (Radio Edit)»                     | 4:14         |